# Población de Cerrato
Población de Cerrato es un municipio y localidad española de la provincia de Palencia, en la comunidad autónoma de Castilla y León, limítrofe a la provincia de Valladolid. Cuenta con una población de 112 habitantes (INE, 2021).

## Geografía
Aunque perteneciente a la provincia de Palencia, tiene la particularidad de que sus accesos se realizan desde la provincia de Valladolid, concretamente desde la localidad de Valoria la Buena, distante a 9 kilómetros y que funciona como su cabeza de servicios.
Población de Cerrato forma parte de la serie de asentamientos a lo largo del amplio valle del arroyo de los Madrazo (Cubillas, Población, Alba, Vertavillo, Hérmedes), siguiendo el itinerario formado en la actualidad por las carreteras VA-101 y PP-1103, que discurren paralelas al arroyo. Esta localidad es el punto en que se produce la bifurcación de ambas carreteras. Por un lado la VA-101, continúa a través de un entrante en el páramo hacia el SE hacia Esguevillas de Esgueva, en el valle del mismo nombre. De la VA-101 parte la PP-1103, primero hacia el Norte, atravesando Población de Cerrato en dirección al arroyo Madrazo, donde se produce una nueva bifurcación: la PP-1103 continúa hacia el Este paralela al arroyo por el Sur en dirección a Alba de Cerrato, y la PP-1102, que tras atravesar el arroyo, sube el páramo y se dirige hacia el Norte a Cevico de la Torre.
Se encuentra a un kilómetro al sur del Arroyo Madrazo, pero en el límite del área de regadío vinculada, y atravesado de norte a sur por la carretera que recorre el valle. Se ubica en el centro del valle, en la zona llana, pero ligeramente elevado sobre un amplio umbral previo a un espigón del páramo, en cuya cara norte encontramos un núcleo de bodegas. Hay otro conjunto de bodegas al oeste del núcleo en una zona mucho más baja, al paso de una vía pecuaria que enlaza con el camino de Dueños.
El arroyo de las Fuentes bordea el pueblo por el SE y el E, antes de desembocar en el Arroyo de los Madrazo, un kilómetro más al norte. A unos 150 metros al norte del núcleo, en la zona de llano, se ubica la ermita de Nuestra Señora de la Asunción o Nuestra Señora del Arroyuelo. A 400 m al sur, al otro lado de la carretera de Esguevillas de Esgueva, y donde ya empiezan las primeras cuestas del páramo, está el cementerio.

## Historia

### sigloXIX
Así se describe a Población de Cerrato en la página 92 del tomo XIII del Diccionario geográfico-estadístico-histórico de España y sus posesiones de Ultramar, obra impulsada por Pascual Madoz a mediados del siglo XIX:

POBLACION DE CERRATO

Villa con ayuntamiento en la provincia y diócesis de Palencia (4 leguas), partido judicial de Baltanás (3 1/2), audiencia territorial y capitanía general de Valladolid (15).
Situada al extremo S de la provincia, a corta distancia del arroyo Maderón, y en una hondonada cercada de cerros. Su clima es poco frío, bien ventilado y propenso a calenturas intermitentes.
Consta de 53 casas de pobre construcción, inclusa la de ayuntamiento, cárcel y carnicería; escuela de niños concurrida por 22, dotada con 1.100 reales del fondo de propios, y una corta retribución de parte de los discípulos; 3 fuentes de buena agua, y un pozo para surtido del vecindario; iglesia parroquial (San Babiles) con una ayuda de parroquia titulada San Miguel, aquella servida por un cura de primer ascenso y provisión de la Cámara, a propuesta del ordinario, y al E del pueblo una ermita de mucha veneración con el título de Nuestra Señora del Arroyuelo.
El término confina por N Cebico de la Torre; E Alba de Cerrato; S Priorato de San Babiles, y O Cubillas de Cerrato.
El terreno en general es árido, flojo y poco productivo, cultivándose entre lo destinado a viñedo y a la siembra de cereales como 1.000 obradas de tierra; lo restante está destinado a pastos y para leña, y en especial el monte que se halla al N, el cual está poblado de roble y mata baja de carrasca.
El arroyo citado cruza por su término de E a O y deja la población a la izquierda; tiene 2 puentes de piedra insignificantes, y dan impulso sus aguas a un molino harinero de poca consideración.
Los caminos son locales y en mediano estado. La correspondencia se recibe de Cebico de la Torre.
Producciones: trigo, cebada, avena, vino y algunas legumbres; se cría ganado lanar churro; caza de liebres, perdices y conejos, y pesca de cangrejos y algunos peces.
Industria: la agrícola, pecuaria y un molino harinero.
Población: 52 vecinos, 271 almas.

Capital productivo: 103.476 reales. Imponible: 16.132. El presupuesto municipal asciende a 2.400 reales pagados de los productos de las fincas de propios y el déficit por reparto vecinal.

## Geografía humana

### Demografía
Cuenta con una población de 98 habitantes (INE 2024).
| Gráfica de evolución demográfica de Población de Cerrato entre 1842 y 2021                                            |
| |
| Población de derecho según los censos de población del INE. Población de hecho según los censos de población del INE. |

## Cultura

### Patrimonio

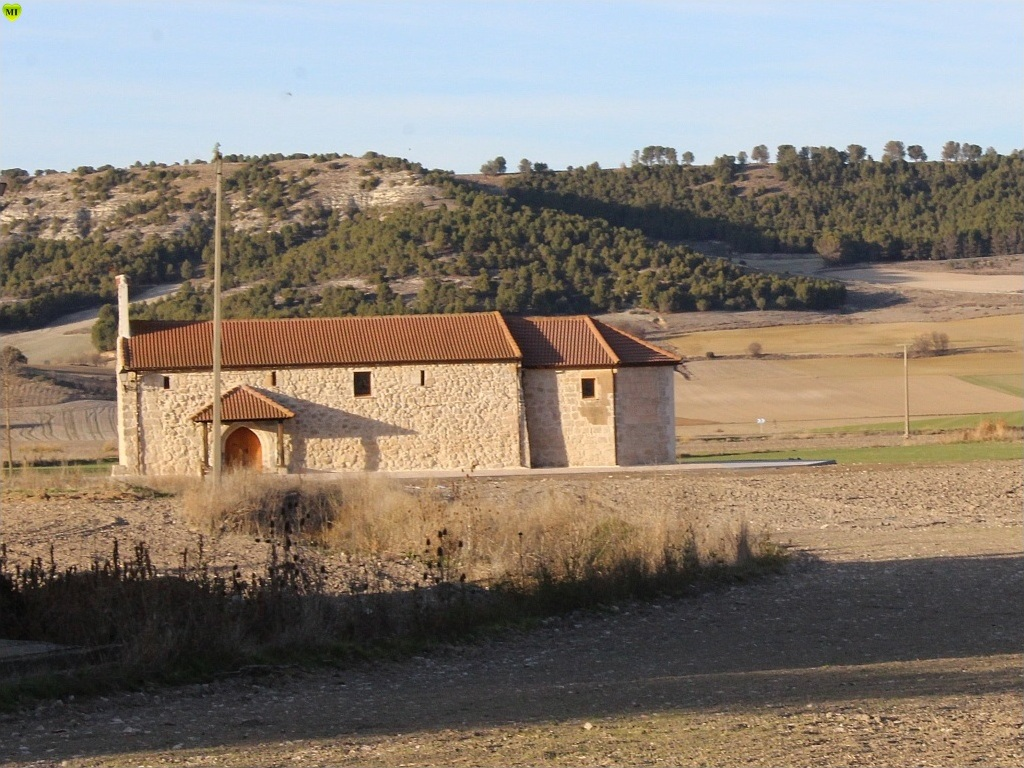
Ermita

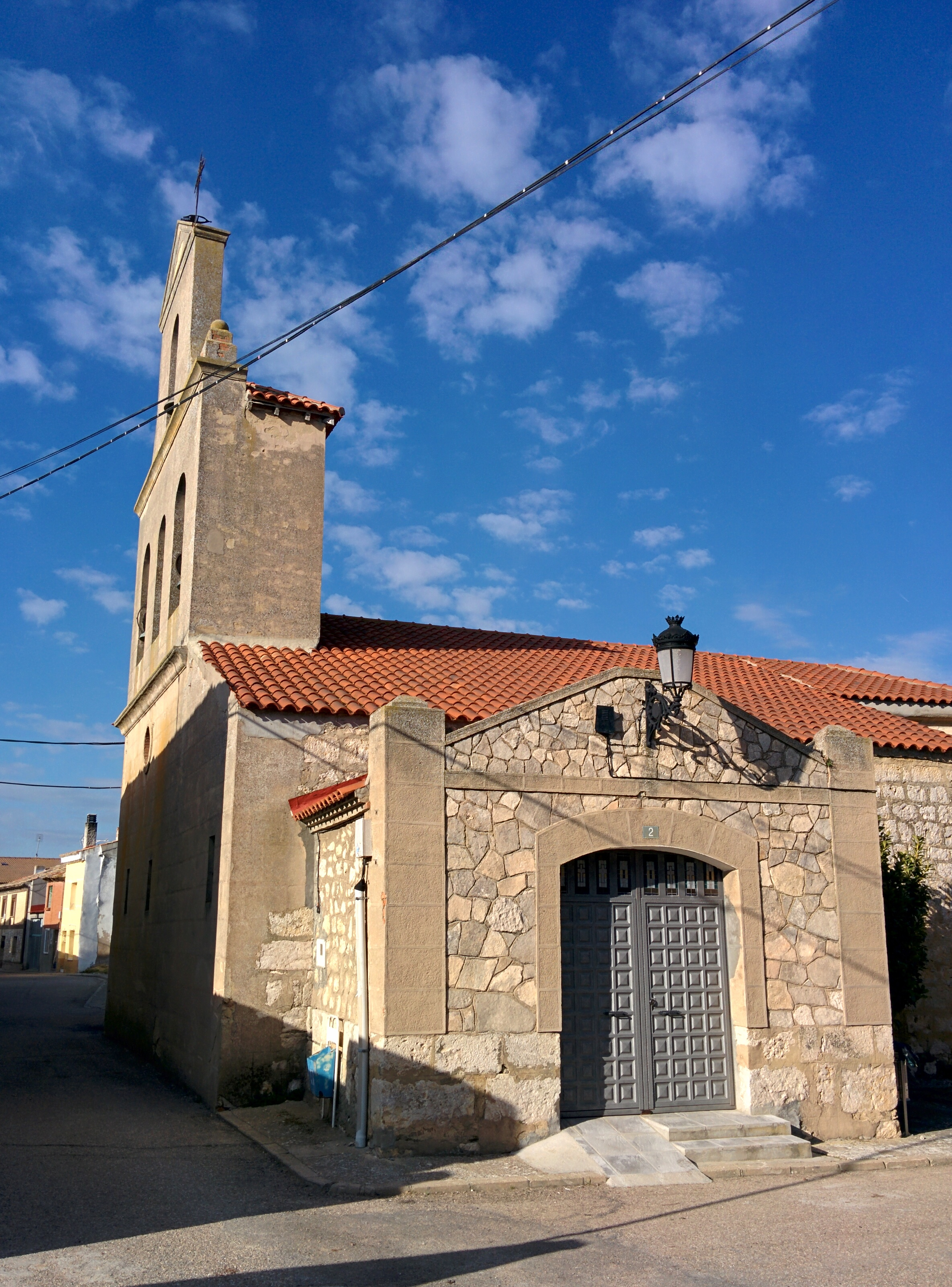
Iglesia de San Babiles

Ermita de Nuestra Señora de la Asunción: situada a las afueras de la localidad, dirección Alba de Cerrato.

### Fiestas y costumbres
- Santa Ana (26 de julio).
  - Celebración de la Salve en la madrugada de ese día en la ermita.
- Meriendas en las bodegas.